# El ángel de piedra (serie de televisión)
El Ángel de Piedra fue una serie de televisión de Colombia realizada por R.T.I., escrita por Julio Jiménez y protagonizada por Raquel Ercole, Álvaro Ruiz y Judy Henriquez, con la participación antagónica de Miguel Varoni. La historia se desarrolla en la década de los 50 dentro de una hacienda en la sabana de Bogotá, Colombia, para luego trascurrir 30 años después en la ciudad de Bogotá. 

## Sinopsis
La trama gira en torno al drama de un niño, Mateo Santini (Fabio Andres Humar) quien a los diez años sufre la pérdida de su padre Pedro Santini (Danilo Santos), cuyo cuerpo desnudo es hallado en la parte trasera de su casa tras suicidarse. Tiempo después, se crean rumores infundados por el pueblo debido a un furtivo romance que inician la madre de Mateo, María de Santini (Hilda Botero), y Aníbal Andrade (Álvaro Ruiz), quien alguna vez fuese la mano derecha de su difunto esposo. Ambos se casan tiempo después, hecho que el niño Mateo rechaza.
Sin embargo, su condición psicológica se ve afectada fuertemente cuando es su madre la que fallece, quedando su padrastro dueño y señor de todo, quien se casa de nuevo con una humilde, pero altiva mujer llamada Isabel Serrano (Raquel Ercole), quien tiene cuatro hijos: tres niñas y un niño. La familia de esta cruel madrastra le roba a Mateo su herencia. Además de eso, su padrastro lo humilla constantemente, quien en medio de su soledad empieza a ver al fantasma de su padre y comienza a cultivar un odio y rencor que le llevan a fraguar espeluznantes planes para acabar con su nueva familia, como ahorcar a una de sus hermanastras, quemar viva a otra, ahogar en la alberca a la más chica y echarle veneno para ratas en la leche a su padrastro. Afortunadamente, en medio de los maltratos que sufre encuentra cariño y paz en Leocadia (Judy Henriquez), su nana de nacimiento y ama de llaves, convirtiéndose así en una gran aliada. Leocadia lo acompaña hasta su etapa adulta, en donde se ve a un Mateo Santini (Miguel Varoni) lleno de rencor y con ansias de venganza por lo vivido en su niñez. Habiendo pasado 15 años, Mateo ya adulto no deja de lado su odio y su maldad, por lo que emprenderá nuevos planes para acabar con su familia postiza uno por uno. No obstante, no cuenta con que se sentirá atraído por la menor de sus hermanastras, llamada Antonia Andrade Serrano (Helena Mallarino), desencadenando sucesos inesperados cuando regresa a su casa, pero acompañado por el espíritu de su padre, quien toma forma solo en la mente de Mateo.

## Elenco
- Raquel Ercole .... (Isabel Serrano)
- Álvaro Ruiz ... (Aníbal Andrade)
- Judy Henriquez ... (Leocadia)
- Fabio Andres Humar ... (Mateo Santini niño)
- Hilda Botero ... (María de Santini)
- Amparo Moreno
- Lucy Martinez ... (Profesora Señorita Correa)
- Danilo Santos ... (Pedro Santini)
- Hugo Nelson
- Julieta García ... (Dolores Serrano niña)
- Carolina Sabino ... (Beatriz Serrano niña)
- Juan C. Quintero ... (Amado Serrano niño)
- Carolina Cuervo ... (Antonia Serrano niña)
- Carlos Reyes
- Luis Tamayo
- Luis A. Gutierrez
- Miguel Varoni ... (Mateo Santini adulto)
- Helena Mallarino ... (Antonia Andrade Serrano adulto)
- Margarita Duran ... (Dolores Andrade Serrano adulto)
- Ana Cristina Botero ... (Beatriz Andrade Serrano adulto)
- Javier Saenz .. (Amado Andrade Serrano adulto)
- Flor Vargas
- Alba Medina

## Versiones
- En 1989, la televisora Ecuavisa realizó la adaptación ecuatoriana de esta serie, protagonizada por Christian Norris y Ricardo Williams.[2]